# Lachnum rhodoleucum
Lachnum rhodoleucum är en svampart som först beskrevs av Pier Andrea Saccardo, och fick sitt nu gällande namn av Rehm. Lachnum rhodoleucum ingår i släktet Lachnum och familjen Hyaloscyphaceae.   Inga underarter finns listade i Catalogue of Life.